# Euryopis nigra
Euryopis nigra är en spindelart som beskrevs av Yoshida 2000. Euryopis nigra ingår i släktet Euryopis och familjen klotspindlar. Inga underarter finns listade i Catalogue of Life.